# T.M.Revolution
T.M.Revolution，又常縮寫為T.M.R，是日本歌手西川贵教的个人音樂项目（或可視為是一個單人樂團）。1996年5月，西川贵教以“T.M.Revolution”的名義推出首张单曲《獨裁 -monopolize-》，浅仓大介为制作人，后转入Epic Records Japan后，制作人改为西川贵教，但浅仓仍然负责歌曲的作曲与大部分歌曲的编曲。
T.M.R的曲子大部分为编排复杂的电子摇滚曲风，再加上西川贵教极具爆发力的嗓音和充满视觉冲击的服装，成为了T.M.R的标志，发行了许多脍炙人口的歌曲，现已发行了36张单曲唱片、3首網絡单曲和23张专辑，并且都在日本公信榜上取得了不错的成绩。
然而，就在这个T.M.R的事业浪潮澎湃的时候，西川贵教和浅仓大介为了追求音乐上的进化，在东京巨蛋的演唱会后，毅然提出将T.M.Revolution封印；所幸的是，封印只是一种形式，两个月后，他们便宣布以「the end of genesis T.M.R.evolution turbo type D」的名義继续活动，“the end of genesis”是世纪的终结，象征一切从零开始；“T.M.R.evolution”是指T.M.R的进化；“turbo”是西川贵教的昵称；再加上浅仓大介的“type D”，既然有了形式上的变化，歌曲风格自然会有些许改变，不同于以往的狂热激情，而是将歌曲表现得深情了许多。
2000年的3月，T.M.Revolution解封，同时将单曲《BLACK OR WHITE?》重新编曲后发行作为解封的标志。2017年，T.M.Revolution終於再次來台灣，在台北國際會議中心演出。

## 名字的由来
T.M.Revolution源自Takanori Makes Revolution，意為「贵教掀起革命」，是西川贵教以个人名义，浅仓大介为制作人组成的音乐团队。这个名字包含了与Fans一起前进的意味在里面，以西川自己的话说“我是圣诞树上面的星星，而大家是树”。
另外，当时的制作人——浅仓大介担任了TM NETWORK的支持成员，所以也有推测说这一名称与TM NETWORK有关。浅倉在著书中说道：“相似的事过后才注意到”。
另一方面，浅仓在作电视和电台节目时，与小室哲哉电话通话，“TM的名字就请让我使用吧。”浅仓这样说道。而后，在T.M.R-e时期，出演《LOVE LOVE 我爱你》时，与《LOVE LOVE 我爱你》节目组的乐队成员一起，演绎了TM NETWORK的《GET WILD》作为回报。
the end of genesis T.M.R.evolution turbo type D，略称T.M.R-e，“the end of genesis”象征着世纪末，代表“T.M.R-e”活动的1999年；“T.M.R.evolution”则意味着T.M.Revolution的进化；“turbo”是西川贵教的昵称；“type D”的“D”则象征浅仓大介(Asakura Daisuke)

## 演艺经历

### 出道经过
- 1995年
  - 1月1日，浅仓大介与贵水博之组成的团队“access”活动停止。浅仓为自己的单曲寻找演唱者的时候，负责发型的美容院SMOKER的美容师横原义雄向他介绍了西川。西川因为唱片销售不理想、与自己的音乐理念不合，1993年脱离了原所属的视觉系乐队“Luis - Mary”。
  - 5月25日，以“浅仓大介expd.西川贵教”的名义发行了单曲《BLACK OR WHITE?》。西川作为嘉宾演唱者参加。该单曲最终打入了日本公信榜前20.
  - 7月18日~ 9月5日进行的，浅倉大介、葛城哲哉、木根尚登的3人的现场活动《What Jam ?》西川作为嘉宾出演。演绎了前面说到的《BLACK OR WHITE?》，还有TM NETWORK、access的乐曲。此后，浅仓大介作为总制作人的项目“T.M.Revolution”起动。
  - 另外，西川和浅仓在项目成立之际，作出了一个要完成三个目标的约定。这个约定在出道两年零八个月后实现。
    1. 在日本公信榜单曲榜获得第一位。
      - 1997年10月，第六张单曲《WHITE BREATH》达成此目标。

    2. 有一张专辑销量突破百万。
      - 1998年2月，第三张专辑《triple joker》达成此目标。

    3. 在东京巨蛋(日本国内最大规模的室内演唱会会场)举行一次演唱会。
      - 1999年3月，《T.M.R.LIVE REVOLUTION'99 -THE FORCE-》达成此目标。

  - 12月，西川官方歌迷俱乐部“turbo”开设。

### 出道至封印
- 1996年
  - 5月13日，首张单曲《独裁 -monopolize-》在Antinos Records旗下发行，实现CD出道。
  - 7月15日，第二张单曲《臍淑女 -ヴィーナス-》发行。
  - 8月12日，首张专辑《MAKES REVOLUTION》发行。
  - 11月11日，第三张单曲《HEART OF SWORD 〜夜明け前〜》发行。此曲作为动画《浪客剑心-明治剑客浪漫谭》的片尾曲。这件事促进了宣传，因此获得了出演多个音乐节目的机会。
- 1997年
  - 1月6日，往后持续了八年半的电台节目《西川贵教的日本之夜》开始。
  - 2月21日，第二张专辑《restoration LEVEL→3》发行。
  - 4月21日，第四张单曲《LEVEL 4》发行。
  - 7月1日，第五张单曲《HIGH PRESSURE》发行。首次进入日本公信榜前10。
  - 11月11日，第六张单曲《WHITE BREATH》发行。首次获得日本公信榜第一位，百万销量纪录(约103万张)。第一个目标达成。
  - 12月31日，在红白歌合战首次登场，演唱了《WHITE BREATH》。
- 1998年
  - 1月21日，第三张专辑《triple joker》发行。百万销量纪录(约165万张)。第二个目标达成。
  - 2月25日，第七张单曲《蒼い霹靂〜JOG edit〜》发行。
  - 6月24日，第八张单曲《HOT LIMIT》发行。第二次获得日本公信榜第一位。
  - 10月7日，第九张单曲《THUNDERBIRD》发行。
  - 10月28日，第十张单曲《Burnin' X'mas》发行。
  - 12月31日，第二次在红白歌合战登场，连续两年登场，演唱了《THUNDERBIRD》。
- 1999年
  - 2月3日，第十一张单曲《WILD RUSH》发行。
  - 3月10日，第四张专辑《the force》发行。
  - 3月17日、18日，在东京巨蛋举行了为期两天的演唱会。前面说到的三个目标至此全部达成。
    - 18日的演唱会后，宣布“封印”T.M.Revolution。

### 作为 the end of genesis T.M.R. evolution turbo type D 活动
- 1999年
  - 如前面所说，T.M.Revolution的活动在春天被封印。西川与总制作人浅仓大介以“the end of genesis T.M.R. evolution turbo type D(简称‘T.M.R-e’)”的名义以组合的形式一起共事。
  - 6月21日，作为“T.M.R-e”的首个作品--单曲《陽炎-KAGEROH-》发行。15万张限定生产。
  - 9月22日，第二张单曲《月虹-GEKKOH-》发行。
  - 11月17日，第三张单曲《雪幻-winter dust-》发行。
- 2000年
  - 2月2日，作为“T.M.R-e”一系列发行作品的总结，专辑《Suite Season》发行。
  - 作为新的尝试，巡演开始实行。
  - 3月的演唱会上宣布“T.M.Revolution”的“封印”解除。到此为止T.M.R-e的使命完成。此后“T.M.R.”再次开始活动。

### T.M.Revolution 再次开始活动
- 2000年
  - 4月19日，第十二张单曲《BLACK OR WHITE? version 3》发行。这是以“浅倉大介expd.西川貴教”发行的同名曲的再编曲版。西川说这只是作为“T.M.R-e”到“T.M.R”的过渡。《HEAT CAPACITY》才是真正的意味着“T.M.R”的活动再次开始的单曲。
  - 5月24日，第十三张单曲《HEAT CAPACITY》发行。
  - 8月，夏日演唱会“SUMMER CRUSH”在横浜体育场和大阪WTC露天舞台举行，动员数万人。2002年时再次举行，但与此次地点不同。
  - 9月6日，第十四张单曲《魔弾 〜Der Freischütz〜/LOVE SAVER》发行。
  - 10月12日，第五张专辑《progress》发行。
- 2001年
  - 2月7日，第十五张单曲《BOARDING》发行。这是浅仓大介作为制作人的最后一张单曲。
- 2002年
  - 2月20日，第十六张单曲《Out Of Orbit -Triple ZERO-》发行。从这张单曲以后的作品，制作人都是西川自己。
  - 3月6日，首张精选集《B★E★S★T》发行。
  - 10月30日，第十七张单曲《INVOKE》发行。同时也是动画《機動戰士高達SEED》的第一期片头曲。
- 2003年
  - 3月26日，第六张专辑《coordinate》发行。这是转移唱片公司前最后发行的作品。
  - 8月，从出道时所属的唱片公司“Antinos Records”转移到了“Epic Records”。(‘Antinos Records’在2002年被‘Epic Records’吸收合并为同一家唱片公司，并在2004年结束运营。)转移唱片公司后的首个作品是在11月发行的DVD《SONIC WARP the Visual Fields》
  - 12月，日本个人男歌手的首次尝试、观众限定为男性的演唱会在涉谷举行。此后，这个男性限定演唱会作为惯例每年都会举行。
- 2004年
  - 2月25日，第十八张单曲《Albireo -アルビレオ-》发行。
  - 3月17日，第七张专辑《SEVENTH HEAVEN》发行。
  - 7月28日，第一首全为英文词的歌曲、第十九张单曲《Web of Night》发行。同时也是东宝西洋画系的电影《蜘蛛侠2》的日本版的主题歌。
  - 11月3日，第二十张单曲《ignited -イグナイテッド-》发行。自《HOT LIMIT》以来，相隔六年零一个月再次获得日本公信榜第一位。并且是日本公信榜的第900个第一位。同时也是动画《機動戰士高達SEED DESTINY》的第一期片头曲。
- 2005年
  - 2005年到2006年底，作为T.M.Revolution出道10周年（迎接年、庆祝年），进行了各种各样的活动。
    - 由“西川贵教的日本之夜”制作，推出穿着T.M.Revolution的衣装的Hello Kitty形象的、T.M.Revolution与Hello Kitty合作的商品。在日本全国的东急His family Mart销售。
    - 8月17日，第二十一张单曲《vestige -ヴェスティージ-》发行。在新宿Station Square进行了首次游击现场表演。

  - 12月31日，时隔7年，第三次在紅白歌合戦上出場，演唱了《WHITE BREATH》。
- 2006年
  - 1月1日，自翻精选专辑《UNDER:COVER》发行。由歌迷选出的原本人气就很高的歌曲，以现场风格重新编曲后再收录。
  - 出道纪念日的5月13日在日本环球影城举行了纪念游行。
  - 6月7日，收录了全21首单曲的精选集《The Complete Single Collection of T.M.Revolution 1000000000000-billion-》发行。获得了日本公信榜第一位。 6月21日除了以上21曲外，再加上《LOVE SAVER》《Meteor -ミーティア-》《Zips》三曲的同名PV精选DVD发行。
  - 8月，时隔8年，再次在日本武道馆和大阪Hell举行了演唱会。
  - 11月9日开始在東京、大阪、名古屋、仙台、福岡5个城市举行巡回衣装展《TIME SLICE DECADE》。
  - 这一年的年末惯例的歌迷俱乐部会员限定live是以往最多的一次，在举行了全10次公演。
  - 西川在这一年的一连串的活动后作出了“2006年后，T.M.Revolution的活动就告一段落了。”的发言。并计划在以后的1年间以自己参加的乐队abingdon boys school和第2次的音乐剧《How to Succeed in Business Without Really Trying》为主的开展活动。
- 2008年
  - 4月的纽约live后，又参加了于5月3日、4日举行的追悼hide的live活动《hide memorial summit》。除了活动的第一天作为act出演以外，第二天又作为无敌BAND的主唱的一员惊喜出演。
  - 6月11日，暌违2年零10个月的第22张单曲《resonance》发行。
  - 从9月份起，开始进行全国巡演。上次的全国巡演则是在两年前。
- 2009年
  - 3月25日，1st单曲至11th单曲(初发行时为8cm单曲CD)的Blu-spec盘，以及收录了秘藏的live影像的DVD、写真书组成的BOX《T.M.REVOLUTION SINGLE COLLECTION 96-99 -GENESIS-》发行。
  - 9月4日，2006年6月7日发行的精选集《『The Complete Single Collection of T.M.Revolution 1000000000000-billion-》以Blu-spec盘规格再发行。
  - 9月19日、20日两日的《Inazuma Rock Festival 2009》是在西川的故乡滋贺县草津市的乌丸半岛草坪广场举行的。这个摇滚活动是作为滋賀県観光大使的西川自己策划的。
- 2010年
  - 3月3日，配信限定单曲《Lakers》发行。同时也是第65回琵琶湖“毎日马拉松大会”的印象曲。
  - 3月24日，敢达30周年纪念盘《X42S-REVOLUTION》发行。自身的首张迷你专辑。
  - 5月13日，开设了将在2011年迎来的T.M.Revolution出道15周年纪念的特设网站。同时也开设了在2012年5月13日为止的2年间限定西川的官方Twitter。
  - 8月11日，暌违2年零2个月的新单曲、第23张单曲《Naked arms/SWORD SUMMIT》。两曲都起用于《战国BASARA》系列。也是自2000年的《魔弾 〜Der Freischütz〜/LOVE SAVER》以来，相隔9年零11个月的，自身的第二张两A面单曲。
  - 9月18日、19日两日的《Inazuma Rock Festival 2010》和去年一样顺利地开展。19日浅仓大介作为神秘嘉宾出演，共同演绎了新曲《Pearl in the shell》、《SWORD SUMMIT》。与西川贵教同台演出还是2000年后，10年以来的首次。
  - 12月1日，第24张单曲《Save The One, Save The All》发行。
- 2011年
  - 4月20日，暌违6年的第九张专辑《CLOUD NINE》发行。
  - 5月13日，在Sanrio Puroland，举办了以“T.M.R.15th × Sanrio Puroland 20th Collaboration Event‘Thousands Morning Refrain ～僕らの夜明け～’”为题的特别活动。
  - 6月24日，第25张单曲《FLAGS》发行，同时也是《剧场版 战国BASARA -The Last Party-》的主题歌。
  - 8月28日，作为秘密嘉宾首次参加了Animelo Summer Live 2011-rainbow-。
  - 9月，预定3月的全国巡演“T.M.R.LIVE REVOLUTION ' 11–CLOUD NINE -“宫城县栗原市公演因东日本大地震中止了，后又表明为了复兴支援的全国巡回演唱会半永久性地继续。在栗原市重建结束的时候，于市文化会馆举行演唱会,结束了本次巡演的最终场。
  - 11月16日，收录了与《戦国BASARA》相关联的所有歌曲的第二张迷你专辑《宴 -UTAGE-》发行。
- 2012年
  - 9月12日，首张Live CD《T.M.R. LIVE REVOLUTION 11-12 -CLOUD NINE-》发行。
- 2013年
  - 2月27日，作为15周年纪念一环的自翻精选集的第2弹《UNDER:COVER 2》发行。
  - 5月15日，与水樹奈奈的合作单曲《Preserved Roses》以“T.M.Revolution×水樹奈々”的名义发行。同时也是动画《革命机Valvrave》第一季的片头曲。
  - 8月7日，配信限定单曲《Summer Blizzard》发行。同时也是西川自身出演的乐天口香糖《ZEUS》广告的广告歌。
  - 10月9日，收录了所有T.M.Revolution演唱的动画歌曲的精选集《GEISHA BOY –ANIME SONG EXPERIENCE-》发行。
  - 10月23日，与水樹奈奈的合作单曲《革命デュアリズム》以“水樹奈々×T.M.Revolution”的名义发行。同时也是动画《革命机Valvrave》第二季的片头曲。
  - 11月6日，配信限定单曲《HEAVEN ONLY KNOWS 〜Get the Power〜》发行。
  - 12月31日，《Preserved Roses》、《革命デュアリズム》被评为第55回日本唱片大奖企画奖，和水樹奈々一起获奖。時隔8年，第四次在紅白歌合戦上出場。
- 2014年
  - 2月12日，和SCANDAL合作的split single《Count ZERO｜Runners high》以“T.M.Revolution｜SCANDAL”名义发行。同时《Count ZERO》也是人气游戏《战国BASARA4》的开头曲。

## 发行作品

### 單曲
- 最高位上有※的单曲，为CD-EXTRA规格
- 最高位上有★印的单曲，发行当初为CCCD规格

|      | 发行时间       | 名称                                                         | 最高位 |
| ---- | -------------- | ------------------------------------------------------------ | ------ |
| 1st  | 1996年5月13日  | 独裁 -monopolize-                                            | 28位   |
| 2nd  | 1996年7月15日  | 臍淑女 -Venus-                                               | 35位   |
| 3rd  | 1996年11月11日 | HEART OF SWORD ～夜明之前～                                  | 16位   |
| 4th  | 1997年4月21日  | LEVEL 4                                                      | 18位   |
| 5th  | 1997年7月1日   | HIGH PRESSURE                                                | 4位    |
| 6th  | 1997年10月22日 | WHITE BREATH                                                 | 1位    |
| 7th  | 1998年2月25日  | 蓝色霹雳                                                     | 3位    |
| 8th  | 1998年6月24日  | HOT LIMIT                                                    | 1位    |
| 9th  | 1998年10月7日  | THUNDERBIRD                                                  | 3位    |
| 10th | 1998年10月28日 | Burnin' X'mas                                                | 2位    |
| 11th | 1999年2月3日   | WILD RUSH                                                    | 2位    |
| 12th | 2000年4月19日  | BLACK OR WHITE? version 3                                    | 5位    |
| 13th | 2000年5月24日  | HEAT CAPACITY                                                | 5位    |
| 14th | 2000年9月6日   | 魔弾 〜Der Freischütz〜/LOVE SAVER                           | 8位    |
| 15th | 2001年2月7日   | BOARDING                                                     | 5位※   |
| 16th | 2002年2月20日  | Out Of Orbit -Triple ZERO-                                   | 6位※   |
| 17th | 2002年10月30日 | INVOKE                                                       | 2位    |
| 18th | 2004年2月25日  | Albireo                                                      | 3位★   |
| 19th | 2004年7月28日  | Web of Night                                                 | 5位★   |
| 20th | 2004年11月3日  | ignited                                                      | 1位    |
| 21st | 2005年8月17日  | vestige                                                      | 1位    |
| 22nd | 2008年6月11日  | resonance                                                    | 4位    |
| 23rd | 2010年8月11日  | Naked arms/SWORD SUMMIT                                      | 3位    |
| 24th | 2010年12月1日  | Save The One, Save The All                                   | 4位    |
| 25th | 2011年6月22日  | FLAGS                                                        | 4位    |
| 26th | 2014年8月6日   | 突キ破レル-Time to SMASH !                                   | 8位    |
| 27th | 2014年9月3日   | Phantom Pain                                                 | 12位   |
| 28th | 2015年8月5日   | DOUBLE-DEAL                                                  | 9位    |
| 29th | 2016年4月6日   | Committed RED/Inherit the Force -インヘリット・ザ・フォース- | 10位   |
| 30th | 2016年8月31日  | RAIMEI                                                       | 15位   |

- 2009年3月25日，当初以8cm的CD发行的1st--11th的单曲再次以12cm的CD发行。

T.M.Revolution×水樹奈奈
|     | 发行时间      | 名称            | 最高位 |
| --- | ------------- | --------------- | ------ |
| 1st | 2013年5月15日 | Preserved Roses | 2位    |

水樹奈奈×T.M.Revolution
|     | 发行时间       | 名称        | 最高位 |
| --- | -------------- | ----------- | ------ |
| 1st | 2013年10月23日 | 革命Dualism | 2位    |

- 《革命Dualism》是算在水樹奈奈名义上的单曲。

T.M.Revolution | SCANDAL
|     | 发行时间      | 名称                                       | 最高位 |
| --- | ------------- | ------------------------------------------ | ------ |
| 1st | 2014年2月12日 | Count ZERO/Runners high ～戦国BASARA4 EP～ | 5位    |

the end of genesis T.M.R. evolution turbo type D
|     | 发行时间       | 名称              | 最高位 |
| --- | -------------- | ----------------- | ------ |
| 1st | 1999年6月23日  | 陽炎-KAGEROH-     | 3位    |
| 2nd | 1999年9月22日  | 月虹-GEKKOH-      | 2位    |
| 3rd | 1999年11月17日 | 雪幻-winter dust- | 3位    |

配信限定单曲
|     | 发行时间      | 名称                                |
| --- | ------------- | ----------------------------------- |
| 1st | 2010年3月3日  | Lakers                              |
| 2nd | 2013年8月7日  | Summer Blizzard                     |
| 3rd | 2013年11月6日 | HEAVEN ONLY KNOWS ～Get the Power～ |

### 專輯
- 最高位上有※的专辑，为CD-EXTRA规格
- 最高位上有★印的专辑，发行当初为CCCD规格

原创专辑
|      | 发行时间       | 名称                | 最高位 |
| ---- | -------------- | ------------------- | ------ |
| 1st  | 1996年8月12日  | MAKES REVOLUTION    | 20位   |
| 2nd  | 1997年2月21日  | restoration LEVEL→3 | 5位    |
| 3rd  | 1998年1月21日  | triple joker        | 1位※   |
| 4th  | 1999年3月10日  | The Force           | 2位※   |
| 5th  | 2000年10月12日 | progress            | 3位※   |
| 6th  | 2003年3月26日  | coordinate          | 9位※   |
| 7th  | 2004年3月17日  | SEVENTH HEAVEN      | 6位★   |
| 8th  | 2005年1月26日  | vertical infinity   | 3位    |
| 9th  | 2011年4月20日  | CLOUD NINE          | 2位    |
| 10th | 2015年5月13日  | 天                  | 2位    |

the end of genesis T.M.R.evolution turbo type D
|     | 发行时间     | 名称         | 最高位 |
| --- | ------------ | ------------ | ------ |
| 1st | 2000年2月2日 | Suite Season | 2位※   |

迷你专辑
|     | 发行时间       | 名称            | 最高位 |
| --- | -------------- | --------------- | ------ |
| 1st | 2010年3月24日  | X42S-REVOLUTION | 4位    |
| 2nd | 2011年11月16日 | 宴 -UTAGE-      | 2位    |

混音专辑
|     | 发行时间      | 名称                                          | 最高位 |
| 1st | 2000年6月28日 | DISCORdanza Try My Remix 〜Single Collections | 4位    |
| --- | ------------- | --------------------------------------------- | ------ |

- 唱片会社的企画盘。正因如此，封面上没有一点关于西川的照片，而他也没有参加任何宣传活动。

精选集
|     | 发行时间      | 名称                                                                     | 最高位 |
| --- | ------------- | ------------------------------------------------------------------------ | ------ |
| 1st | 2002年3月6日  | B★E★S★T                                                                  | 4位※   |
| 2nd | 2006年6月7日  | The Complete Single Collection of T.M.Revolution 1000000000000 -billion- | 1位    |
| 3rd | 2009年3月25日 | T.M.REVOLUTION SINGLE COLLECTION 96-99 -GENESIS-                         | 35位   |
| 4rd | 2013年8月9日  | GEISHA BOY ～ANIME SONG EXPERIENCE～                                     | 6位    |

- 2009年9月4日，《The Complete Single Collection of T.M.Revolution 1000000000000 -billion-》以Blu-Spec CD 形式再发行
- 《T.M.REVOLUTION SINGLE COLLECTION 96-99 -GENESIS-》为集合了首张单曲《独裁 -monopolize-》至第11张单曲《WILD RUSH》再发盘的BOX，附带有密藏映像的DVD

现场实况录音专辑
|     | 发行时间      | 名称                                      | 最高位 |
| --- | ------------- | ----------------------------------------- | ------ |
| 1st | 2012年9月12日 | T.M.R. LIVE REVOLUTION 11-12 -CLOUD NINE- | 7位    |

- 收录了2011年8月10日、11日在两国国技馆盛况的首张现场实况录音专辑。作为复兴支援慈善的一环，捐赠了此CD销售额里的一部分。期间生产限定盘为纸盒包装。全13曲收录。

自翻精选集
|     | 发行时间      | 名称          | 最高位 |
| --- | ------------- | ------------- | ------ |
| 1st | 2006年1月1日  | UNDER:COVER   | 8位    |
| 2nd | 2013年2月27日 | UNDER:COVER 2 | 4位    |

- 《UNDER:COVER》和《UNDER:COVER 2》里面的歌曲都是歌迷从以前的歌曲中投票选出、再重新编曲、西川贵教以当时的声音再演绎的。

### DVD
- 最高位后有●的作品为收录了音乐录影的作品。
- 最高位后有◆的作品为收录了现场表演的作品。

|      | 发行时间       | 名称                                                                                    | 最高位 |
| ---- | -------------- | --------------------------------------------------------------------------------------- | ------ |
| 1st  | 2000年7月26日  | LIVE ARENA 2000 A.D. Special DVD Version                                                | 10位◆  |
| 2nd  | 2001年9月19日  | T.M.REVOLUTION 0001                                                                     | 3位●◆  |
| 3rd  | 2001年12月19日 | The Summary-Summarize 1                                                                 | 42位●◆ |
| 4th  | 2001年12月19日 | The Summary-Summarize 2                                                                 | 48位●◆ |
| 5th  | 2001年12月19日 | The Summary-Summarize 3                                                                 | 49位●◆ |
| 6th  | 2001年12月19日 | The Summary-Summarize 4                                                                 | 44位●◆ |
| 7th  | 2002年2月14日  | T.M.R.LIVE REVOLUTION'02 -B★E★S★T- SPECIAL -SUMMER CRUSH 2002-                          | 14位◆  |
| 8th  | 2003年11月19日 | SONIC WARP the Visual Fields                                                            | 9位●◆  |
| 9th  | 2005年3月24日  | T.M.Revolution SEVENTH HEAVEN T.M.R.LIVE REVOLUTION'04                                  | 19位◆  |
| 10th | 2006年6月21日  | 10th Anniversary Complete Visual Collection of T.M.Revolution《1000000000000》-billion- | 6位●   |
| 11st | 2007年4月18日  | T.M.Revolution T.M.R.LIVE REVOLUTION'06-UNDER:COVER-                                    | 8位◆   |
| 12nd | 2012年9月19日  | T.M.R. LIVE REVOLUTION 12 -15th Anniversary FINAL-                                      | 6位◆   |
| 13rd | 2014年2月12日  | T.M.R. LIVE REVOLUTION’13 -UNDERⅡCOVER-                                                 |        |

- 《LIVE ARENA 2000 A.D. Special DVD Version》为完全限定生产。T.M.R-e时期的作品。
- 《The Summary-Summarize 1~4》为曾经以VHS发行的音乐录影集、现场表演映像、歌迷俱乐部限定发行映像再编集而成的作品。
- 包括《T.M.R.LIVE REVOLUTION'02 -B★E★S★T- SPECIAL -SUMMER CRUSH 2002-》，以前的作品是在Antinos Records旗下发行的。而DVD则是采用CD一样的塑料包装壳。而后移籍到Epic Records，这些DVD以HD DVD的包装再发行。
- 移籍到Epic Records后的首个作品。[SONIC WARP]这个名字代表自己已经移籍到SONY(Sony Music Entertainment)。
- 11st~13rd 除DVD，同时还发售了Blu-ray规格。

### 特別 DVD
|     | 名称                                |
| --- | ----------------------------------- |
| 1st | T.M.Revolution×GUNDAM SEED/Zips DVD |
| 2nd | Albireo -アルビレオ- Fantastic Ver. |

- 《T.M.Revolution×GUNDAM SEED/Zips DVD》为2004年2月开始，NTT DoCoMo公司在的“DoCommerce”活动中，1万张限定发售的作品。
- 《Albireo -アルビレオ- Fantastic Ver.》为2004年，单曲《Albireo -アルビレオ-》与专辑《SEVENTH HEAVEN》联动购入的宣传活动中限定发售的作品。

### UMD
|     | 发行时间       | 名称                                                   |
| --- | -------------- | ------------------------------------------------------ |
| 1st | 2005年11月30日 | T.M.Revolution SEVENTH HEAVEN T.M.R.LIVE REVOLUTION'04 |

### VHS
- 发行时间后有●的为收录了音乐录影的作品。
- 发行时间后有◆的为收录了现场表演的作品。
- 名称后有数字的为过后再收录在DVD《The Summary-Summarize X》的作品。(X对应数字)

|      | 发行时间         | 名称                                 |
| ---- | ---------------- | ------------------------------------ |
| 1st  | 1996年9月21日●   | VIDEO MAKES REVOLUTION①              |
| 2nd  | 1996年12月1日◆   | LIVE REVOLUTION.1-MAKES REVOLUTION-① |
| 3rd  | 1997年5月21日●   | VIDEO 維新LEVEL→3②                   |
| 4th  | 1997年8月1日◆    | LIVE REVOLUTION 2-維新LEVEL→3-②      |
| 5th  | 1998年3月1日●    | video triple joker③                  |
| 6th  | 1998年6月18日 ◆  | LIVE REVOLUTION 3-KING of JOKER-③    |
| 7th  | 1999年3月17日 ●  | video the force④                     |
| 8th  | 1999年5月21日 ◆  | LIVE REVOLUTION 4-THE FORCE-④        |
| 9th  | 2000年3月12日 ●◆ | Pictures From Suite Season           |
| 10th | 2000年7月26日 ◆  | LIVE ARENA 2000 A.D.                 |
| 11th | 2001年9月19日●◆  | 0001                                 |

- 《Pictures From Suite Season》为T.M.R-e时期的作品。

### 特別 VHS
|     | 名称                               |
| --- | ---------------------------------- |
| 1st | LIVE REVOLUTION COMPLETE EDITION-1 |
| 2nd | LIVE REVOLUTION COMPLETE EDITION-2 |
| 3rd | LIVE REVOLUTION COMPLETE EDITION-3 |
| 4th | X'mas Party Box Video              |

- 《LIVE REVOLUTION COMPLETE EDITION-1~4》位针对歌迷俱乐部“turbo”限定发售的作品。各5000本。
- 《X'mas Party Box Video》是附属在与单曲《Burnin X'mas》关联的完全限定生产发售的《X'mas Party Box》里的VHS。另外，BOX还附属了西川的人偶和扑克牌。

### 原聲帶
|      | 发行时间       | 名称                                                               |
| ---- | -------------- | ------------------------------------------------------------------ |
| 1st  | 1996年12月12日 | るろうに剣心-明治剣客浪漫譚-維新激闘編オリジナル・サウンドトラック |
| 2nd  | 1997年4月21日  | るろうに剣心-明治剣客浪漫譚-オリジナル・サウンドトラック 3         |
| 3rd  | 1998年3月21日  | るろうに剣心-明治剣客浪漫譚-ベスト・テーマ・コレクション           |
| 4th  | 1999年12月18日 | るろうに剣心-明治剣客浪漫譚-Premium Collection                     |
| 5th  | 2002年9月19日  | るろうに剣心-明治剣客浪漫譚-COMPLETE CD-BOX                        |
| 6th  | 2003年9月21日  | 機動戦士ガンダムSEED ORIGINAL SOUNDTRACK 3                         |
| 7th  | 2003年9月26日  | 機動戦士ガンダムSEED COMPLETE BEST（期间限定生产）                 |
| 8th  | 2004年1月15日  | 機動戦士ガンダムSEED COMPLETE BEST（通常盤）                       |
| 9th  | 2004年6月30日  | スパイダーマン2 オリジナル・サウンドトラック                       |
| 10th | 2004年12月16日 | 機動戦士ガンダムSEED ORIGINAL SOUNDTRACK 4                         |
| 11th | 2004年12月16日 | 機動戦士ガンダムSEED DESTINY ORIGINAL SOUNDTRACK 1                 |
| 12th | 2005年7月27日  | a-nation'05 BEST HIT SELECTION                                     |
| 13th | 2005年10月14日 | 機動戦士ガンダムSEED DESTINY COMPLETE BEST                         |
| 14th | 2006年5月7日   | 機動戦士ガンダムSEED DESTINY COMPLETE BEST'                        |
| 15th | 2009年4月22日  | THE BEST OF SOUL EATER                                             |
| 16th | 2010年11月3日  | 戦国BASARA GAME BEST                                               |
| 17th | 2010年11月3日  | 戦国BASARA ANIME BEST                                              |

## 現場表演
记载主要的个人現場表演

### T.M.Revolution
- 1996年
  - T.M.R.LIVE REVOLUTION'96 -monopolize-
  - T.M.R.LIVE REVOLUTION'96 -MAKES REVOLUTION-
  - T.M.R.YEAR COUNTDOWN PARTY -LIVE REVOLUTION REMIX-
- 1997年
  - T.M.R.LIVE REVOLUTION'97 -維新レベル→3-
  - T.M.R.LIVE REVOLUTION'97 -HIGH PRESSURE-
  - T.M.R.LIVE REVOLUTION'97 -joker-
  - T.M.R.YEAR COUNT DOWN PARTY -LIVE REVOLUTION REMIX2-
- 1998年
  - T.M.R.LIVE REVOLUTION'98 -KING OF JOKER-
  - T.M.R.LIVE REVOLUTION'98 -Joker Type 2-
  - T.M.R.YEAR COUNT DOWN PARTY -LIVE REVOLUTION REMIX3-
- 1999年
  - T.M.R.LIVE REVOLUTION'99 -THE FORCE-
- 2000年
  - T.M.R.LIVE REVOLUTION'00 -SUMMER CRUSH 2000-
  - T.M.R.LIVE REVOLUTION'00 -progress-
  - T.M.R.YEAR COUNT DOWN PARTY LIVE REVOLUTION REMIX MILLENNIUM
- 2001年
  - T.M.R.LIVE REVOLUTION'01 -progress ARENA TOUR-
  - T.M.R.YEAR COUNT DOWN PARTY LIVE REVOLUTION REMIX V
- 2002年
  - T.M.R.LIVE REVOLUTION'02 -B★E★S★T-
  - T.M.R.LIVE REVOLUTION'02 B★E★S★T SPECIAL -SUMMER CRUSH 2002-
  - T.M.R.YEAR COUNT DOWN PARTY LIVE REVOLUTION REMIX VI
- 2003年
  - T.M.R.LIVE REVOLUTION'03 -coordinator-
  - T.M.R.LIVE REVOLUTION'03 -satellite-
  - T.M.R.YEAR COUNT DOWN PARTY LIVE REVOLUTION REMIX VII
  - T.M.R.LIVE REVOLUTION'03 -Strikes Back-
- 2004年
  - T.M.R.LIVE REVOLUTION'04 -SEVENTH HEAVEN-
  - T.M.R.YEAR COUNT DOWN PARTY LIVE REVOLUTION REMIX VIII
  - T.M.R.LIVE REVOLUTION'04 -Strikes Back II-
- 2005年
  - T.M.R.LIVE REVOLUTION'05 -vertical infinity-
  - T.M.R.YEAR COUNT DOWN PARTY LIVE REVOLUTION REMIX IX
  - T.M.R.LIVE REVOLUTION'05 -Strikes Back III-
- 2006年
  - T.M.R.LIVE REVOLUTION'06 -UNDER:COVER-
  - T.M.R.LIVE REVOLUTION'06 -UNDER:COVER- ARENA STYLE Version
  - T.M.R.YEAR COUNT DOWN PARTY LIVE REVOLUTION REMIX X
  - T.M.R.LIVE REVOLUTION'06 -Strikes Back IV-
- 2007年
  - T.M.R.YEAR COUNT DOWN PARTY LIVE REVOLUTION REMIX XI
  - T.M.R.LIVE REVOLUTION'07 -Strikes Back V-
  - T.M.R.YEAR COUNT DOWN PARTY '07-'08 LIVE REVOLUTION REMIX XI（跨年LIVE。没有入场者限制，正常开放。）
- 2008年
  - T.M.R.LIVE REVOLUTION'08-'09 転生降臨之章
  - T.M.R.YEAR COUNT DOWN PARTY LIVE REVOLUTION REMIX XII
  - T.M.R.LIVE REVOLUTION'08 -Strikes Back VI-
  - T.M.R.YEAR COUNT DOWN PARTY '08-'09 LIVE REVOLUTION REMIX XII
- 2009年
  - T.M.R.YEAR COUNT DOWN PARTY LIVE REVOLUTION REMIX XIII
  - T.M.R.LIVE REVOLUTION'09 -Strikes Back VII-
  - T.M.R.YEAR COUNT DOWN PARTY '09-'10 LIVE REVOLUTION REMIX XII（首次日本武道館的跨年LIVE。没有入场者限制，正常开放。）
- 2010年
  - T.M.R.LIVE REVOLUTION'10 -Strikes Back VIII-
  - T.M.R.NEW YEAR PARTY'10 LIVE REVOLUTION AHNY 2010（日本武道館的元旦LIVE。）
- 2011年
  - T.M.R.NEW YEAR PARTY'11 LIVE REVOLUTION
  - T.M.R.LIVE REVOLUTION'11-'12 -CLOUD NINE-
  - T.M.R.LIVE REVOLUTION'11 -Strikes Back IX-
- 2012年
  - T.M.R.NEW YEAR PARTY'12 LIVE REVOLUTION
  - T.M.R. LIVE REVOLUTION 12 -15th Anniversary FINAL-
  - T.M.R.LIVE REVOLUTION'12 -Strikes Back ⅹ-
- 2013年
  - T.M.R.NEW YEAR PARTY'13 LIVE REVOLUTION
  - T.M.R.LIVE REVOLUTION'13 -UNDER:COVER2-
- 2014年
  - T.M.R.NEW YEAR PARTY'14 LIVE REVOLUTION
  - T.M.R. LIVE REVOLUTION'14 in Taipei
- 详细
  - 《YEAR COUNT DOWN PARTY》系列只有西川贵教官方Fans Club“turbo”的会员可以参加。
  - 1999年的《THE FORCE》为首次东京巨蛋公演。
  - 《SUMMER CRUSH》为会场数限定的户外Live event。
  - 《Strikes Back》系列的入场者限定为男性。

### the end of genesis T.M.R. evolution turbo type D
- 1999年
  - the end of genesis T.M.R. evolution turbo type D -PREMIERE 1999-
- 2000年
  - the end of genesis T.M.R. evolution turbo type D -LIVE ARENA 2000 A.D.-

- 详细
  - 《PREMIERE 1999》只有西川贵教官方歌迷俱乐部“turbo”的会员可以参加。
  - 《LIVE ARENA 2000 A.D.》为宣布T.M.Revolution的封印解除的巡演、歌曲演绎由前半为T.M.R-e的歌曲，后半为T.M.Revolution的歌曲两部分构成。

### 合作伙伴
- 吉他
  - 葛城哲哉
  - JAKE
  - 一戸賢司
  - 西尾智浩
  - 後藤孝顕
  - 伊東正
  - 大橋勇武（1998年〜2001年）
  - SUNAO（1998年〜）
  - 柴崎浩（2004年〜）（原WANDS）

- 贝斯
  - 白須衛治（1995年〜1999年10月）
  - 山田章典（1999年11月〜2004年）
  - Ikuo（2005年〜）

- 鼓
  - 大光亘（1995年〜1996年5月）
  - 柴田尚（1996年5月〜1997年）
  - EBY（1998年〜2000年4月）（原ZI:KILL）
  - 上領亘（2000年5月〜2000年8月）（ex. GRASS VALLEY, SOFT BALLET)
  - 渡辺豊（2000年8月〜2003年）
  - 淳士（2004年〜2007年）（原SIAM SHADE）
  - JOE （2008年〜）（原SEX MACHINEGUNS、DASEIN）
  - 長谷川浩二（2008年9月〜）

- 键盘
  - 浅倉大介（1995年〜1996年8月、1999年〜2000年）
  - 菅原旭成（1996年12月）
  - 至今日太（1997年8月）
  - 青木庸和（1997年11月〜1999年2月）
  - 大島康祐（2011年〜 ※只在STAND UP! JAPAN、NEW YEAR PARY活动中，不定期参加)(原WANDS)

## 乐曲联系
| 曲名                                | 联系项目 |
| ----------------------------------- | --- |
| 独裁 -monopolize-                   | 电视节目《周刊Stamina天国》片头曲 |
| 臍淑女                              | 电视节目《Q99》片尾曲 |
| HEART OF SWORD 〜夜明之前〜         | 电视动画《浪客剑心 -明治剣客浪漫譚- 》片尾曲(※此為原作和月伸宏先生最喜歡的歌曲) |
| LEVEL 4                             | 游戏《Motor Toon Grand Prix》广告曲 |
| HIGH PRESSURE                       | 广告《乐天・Sweetie 冰淇淋》主题歌 |
| WHITE BREATH                        | 电视节目《Pop Jam》片头曲 |
| MID-NITE WARRIORS                   | 电台节目《岩男潤和荘口彰久的Super Animega Hit TOP10》主题歌 |
| 蓝色霹雳 〜JOG Edit〜               | 广告《YAMAHA・JOG》主题歌・西川贵教出演 |
| HOT LIMIT                           | 广告《朝日饮料》・《MITSUYA汽水》主题歌・Re:LIFE 第二集 片尾曲 |
| THUNDERBIRD                         | 电视节目《發現世界的不可思議!》片尾曲 |
| WILD RUSH                           | 广告《資生堂・TESSERA Jungle・Jungle》主题歌・西川貴教出演 |
| BLACK OR WHITE ? version 3          | 电视节目《剧空間职业棒球》主题歌 |
| LOVE SAVER                          | 电视节目《Super Soccer》主题歌 |
| BOARDING                            | 电视剧《分手專家》片尾曲 |
| BRIGADE                             | 电影・日本公开版《恐龙》SPECIAL INSPIRING SONG（电影院上映前使用） |
| INVOKE                              | 电视动画《机动战士鋼彈SEED」片头曲 游戏《机动战士鋼彈SEED 连合vs.Z.A.F.T.》开头主题歌 |
| Meteor                              | 电视动画《机动战士鋼彈SEED》插入歌 电视动画《机动战士鋼彈SEED DESTINY》插入歌 |
| Albireo                             | 电视节目《AX MUSIC-TV》AX POWER PLAY #049 |
| Zips                                | 玩具《鋼彈SEED MSV》主题歌 游戏《机动战士鋼彈SEED 不会终结的明天》主题歌 动画《机动战士鋼彈SEED Special Edition I <虚空的战场>》插入歌 动画《机动战士鋼彈SEED DESTINY Special Edition <破碎的世界>》插入歌 Campaign《NTT DoCoMo DoCommerce Campaign》主题歌 |
| Wheel of fortune                    | 电视节目《Formula Nippon》主题歌 |
| Web of Night (English Version)      | 电影・日本公开版《蜘蛛侠2》主题曲 |
| ignited                             | 电视动画《机动战士鋼彈SEED DESTINY》片头曲 游戏《机动战士鋼彈SEED DESTINY 连合vs.Z.A.F.T.II》开头主题歌 |
| CHASE/THE THRILL                    | 活动《AIR-X》主题曲 |
| vestige                             | 电视动画《机动战士鋼彈SEED DESTINY》插入歌 动画《机动战士鋼彈SEED DESTINY FINAL PLUS》片头曲 |
| crosswise                           | 游戏《战国BASARA》《战国BASARA X」主题歌 |
| Zips （UNDER:COVER 收录版）         | 动画《机动战士鋼彈SEED DESTINY Special Edition <破碎的世界>》DVD收录版・插入歌 |
| resonance                           | 电视动画《SOUL EATER》片头曲 |
| soul's crossing                     | 游戏《Soul Eater Monotone Princess》主题歌 |
| Imaginary Ark                       | 动画《机动战士鋼彈》 GUNPLA 30周年官方主题歌 |
| Lakers                              | 《第65回琵琶湖毎日马拉松大会》宣传曲 |
| Naked arms                          | 游戏《战国BASARA3》开头主题歌 |
| SWORD SUMMIT                        | 电视动画《战国BASARA弐》片头曲 |
| Save The One, Save The All          | 电影《剧场版 BLEACH 地狱篇》主題歌 |
| Thousands Morning Refrain           | Sanrio Puroland 20周年宣传曲 |
| FLAGS                               | 电影《剧场版 战国BASARA -The Last Party-》片头曲 游戏《战国BASARA Chronicle Heroes》主题曲 |
| The party must go on                | 电影《剧场版 战国BASARA -The Last Party》片尾曲 |
| UTAGE                               | 游戏《战国BASARA3 宴》主题曲 |
| Preserved Roses                     | 电视动画《革命机Valvrave》片头曲 |
| Summer Blizzard                     | 广告“乐天 口香糖品牌《ZEUS》”主题曲 |
| 革命DUALISM                         | 电视动画《革命机Valvrave》第二季片头曲(※與水樹奈奈合作) |
| HEAVEN ONLY KNOWS ～Get the Power～ | 美国电视剧《Revolution》的印象曲 |
| count ZERO                          | 游戏《战国BASARA4》主题曲 |
| RAIMEI                              | 動漫《Thunderbolt Fantasy 東離劍遊紀》主題曲 |